# The Cold Hour
The Cold Hour (Die kalte Stunde) ist ein spanischer Horrorfilm von Elio Quiroga aus dem Jahr 2006. In Deutschland wurde der Film ab dem 11. Oktober 2007 auf DVD vermarktet.

## Handlung
Der Film handelt von neun Menschen, die isoliert in einem Gebäude, über einen Zeitraum von vier Tagen gezeigt werden. Sie sind Überlebende eines verheerenden Krieges. Pablo führt eine Beziehung mit Maria, der Anführerin der Gruppe. Lucas lebt zusammen mit Mateo und Ana bewohnt mit Magda, ihrer Ersatzmutter, ein Zimmer. Jesus, der das Leben der Gruppe mit einer Videokamera dokumentiert, teilt sich einen Raum mit Pedro, einem ehemaligen Soldaten, während Judas alleine lebt.
Die Bewohner können den Gebäudekomplex, in dem sie leben, nicht verlassen, da sie ständig auf der Hut sind vor den verseuchten Überlebenden des Krieges, die von einem Virus infiziert wurden und vor mysteriösen Wesen. Die Wesen werden von Wärme angezogen, weshalb die Bewohner nachts den Strom und die Heizung abschalten, was als ″kalte Stunde″ von ihnen bezeichnet wird.
Als die Nahrungs- und Medizinvorräte zu Neige gehen, werden Pablo, Pedro und Lucas in ein Warenhaus geschickt, um für Nachschub zu sorgen. Auf dem Rückweg zum Komplex müssen sie vor verseuchten Überlebenden flüchten und verirren sich in den Gängen der ″verbotenen Zone″, in der es besonders von den Infizierten wimmelt. Pablo macht Pedro dafür verantwortlich, dass sie in Gefahr geraten sind, woraufhin dieser ihn in einen Raum mit den Infizierten sperrt und seinem Schicksal überlässt. Als die anderen vom Tod Pablos erfahren, beginnen sie über ihre als ausweglos erscheinende Situation nachzudenken.
Am nächsten Tag erscheint ein kleiner Junge im Komplex, der Jesus schon einige Male in den Gängen unter dem Komplex aufgefallen war. Er berichtet, dass die Infizierten ihn vertrieben hätten. Die Bewohner erkennen die Gefahr und beschließen, die Infizierten anzugreifen. Beim Angriff werden Mateo und Lucas infiziert und von Pedro und Maria erschossen. Die im Komplex verbliebenen Kinder werden von einem Infizierten überrascht und flüchten in einen sicheren Raum. Bevor sie diesen erreichen, wird Jesus infiziert. Die Erwachsenen retten schließlich die Kinder und Judas bewahrt Jesus davor von Pedro erschossen zu werden.
Pedro wird im weiteren Verlauf immer paranoider, glaubt Stimmen zu hören und schießt schließlich Maria an. Die Situation spitzt sich zu, als Pedro in den Gängen des Komplexes auf die restlichen Überlebenden trifft und die mysteriösen Wesen wieder erscheinen. Pedro geht auf die Wesen zu und erschießt sich, die anderen flüchten aus dem Komplex zur Oberfläche. Draußen angekommen werden sie schon bald von den Infizierten belauert.
Als Jesus seinen Blick gen Himmel richtet, sieht er schließlich die Erde. Dem Zuschauer wird schlussendlich offenbart, dass der Komplex eine Station auf dem Mond ist und die Erde fast vollständig zerstört wurde.

## Kritik
„Atmosphärisch dichter, effektvoller Fantasy–Thriller mit engagierten Darstellern.“

## Hintergründe
- Die Produktionskosten betrugen etwa 2,5 Millionen US-Dollar.